# Tom and Jerry in Infurnal Escape
Tom and Jerry in Infurnal Escape è un videogioco platform 2D sviluppato da CinéGroupe e pubblicato da NewKidCo e Ubisoft. È stato distribuito nel 2003 come esclusiva per Game Boy Advance.

## Trama
Il gioco si apre con Tom che insegue Jerry in giro per casa. A Tom, che è arrivato ai piedi delle scale (Jerry invece era arrivato fino in cima), viene in mente l'idea di tirare a sé il tappeto delle scale in modo da acciuffare il topo senza doverlo più rincorrere. Sopra questo tappeto però c'è anche un pianoforte, e quindi questo scivola giù per le scale finisce per schiacciare contro il muro il malcapitato Tom. Il gatto dunque muore e viene spedito all'Inferno pronto per essere divorato dal Diavolo (impersonato da Spike). Ad un certo punto però appare una gatta angelo (impersonata da Toodles Galore), che offre a Tom un'altra possibilità di tornare in vita a patto che recuperi tutte le ossa dorate (obbiettivo nella prima ambientazione) e che salvi i gatti tenuti prigionieri in un castello (obbiettivo nella seconda ambientazione). Il finale di gioco vede Tom che, dopo aver raccolto tutte le ossa e salvato i gatti prigionieri, sconfigge il boss finale (ovvero il Diavolo), torna in vita ed è pronto a inseguire Jerry in giro per casa di nuovo.

## Modalità di gioco
Il titolo è un platform a scorrimento orizzontale e verticale. Durante il percorso, Tom potrà raccogliere oggetti e armi (come le mazze da baseball, vite extra, pezzi di formaggio ecc.), incontrerà diverse trappole e tanti nemici (come le trappole per orsi o le reti da pesca; oppure i cani armati di assi di legno o di manganelli) e dovrà anche azionare delle leve che gli permetteranno di aprirsi dei varchi. A fine livello verrà assegnato al giocatore un punteggio in percentuale. 
Sono presenti in totale 10 livelli suddivisi in tre ambientazioni differenti: l'accampamento militare; il castello ed il luogo dove Tom si scontra col Diavolo.
Il sistema di salvataggio consiste in codici (composti da numeri, lettere e simboli) che vengono generati automaticamente ad ogni livello completato (ad ogni livello c'è un codice diverso). Il giocatore quindi, se vorrà caricare le partite, dovrà inserire i codici assegnatogli.